# Desporto aquático

Países com organizações filiadas à FINA.

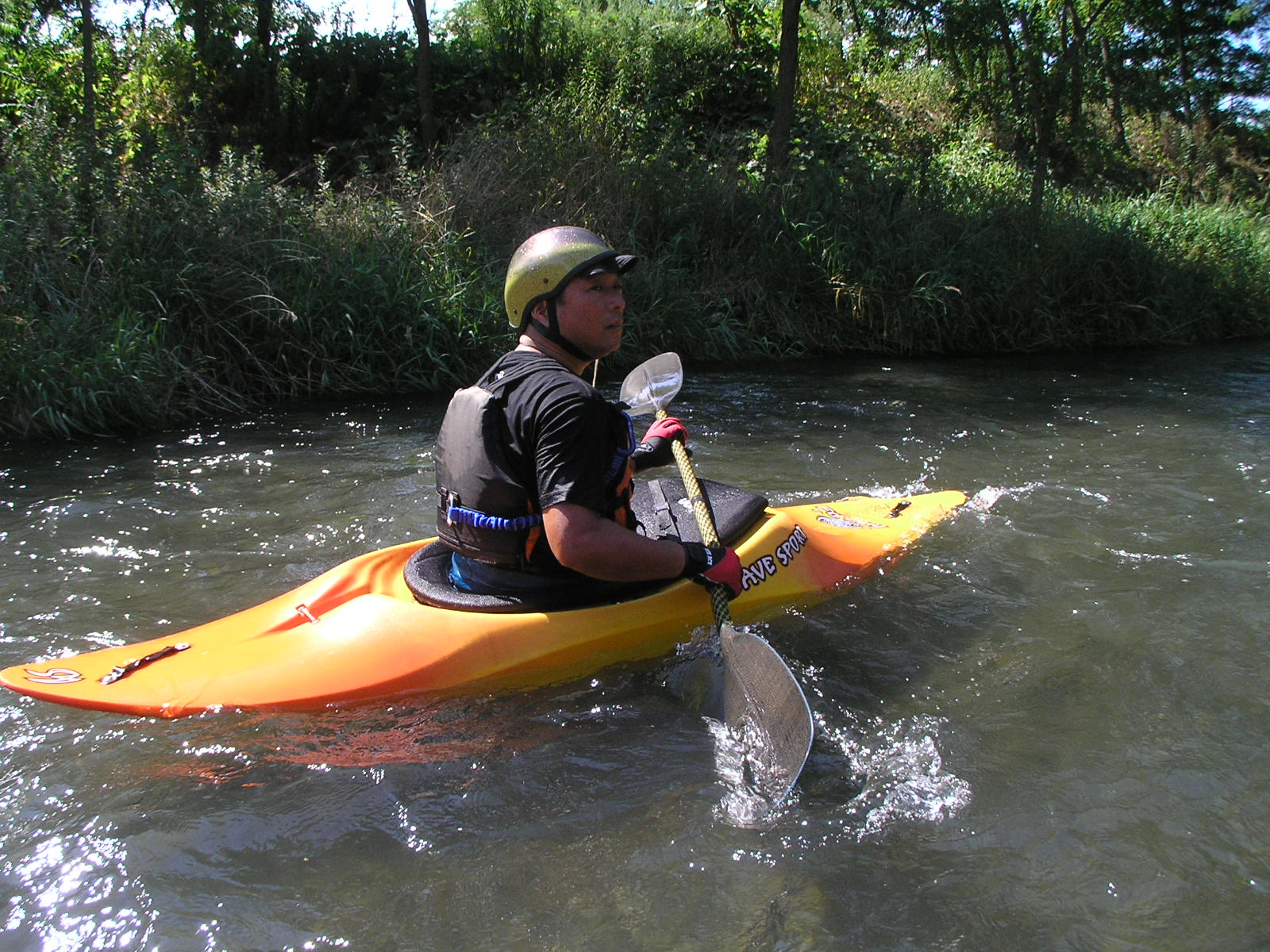
Caiaque: um exemplo de esporte náutico

Os desportos aquáticos (português europeu) ou esportes aquáticos (português brasileiro) são todos aqueles realizados exclusivamente na água. Boa parte das competições em desportos aquáticos é regulada pela Federação Internacional de Natação (FINA). Exemplos de modalidades incluem natação pura, máster, natação sincronizada, saltos ornamentais, águas abertas, esqui aquático e mergulho aquático.
Dentre os esportes aquáticos, estão os desportos náuticos (português europeu) ou esportes náuticos (português brasileiro). Estes são quaisquer modalidades esportivas praticadas com barcos ou qualquer outro tipo de embarcações. Como o esqui aquático, windsurf, vela, regata, caiaque, remo, canoagem, entre outros.

## Natação

### Natação pura

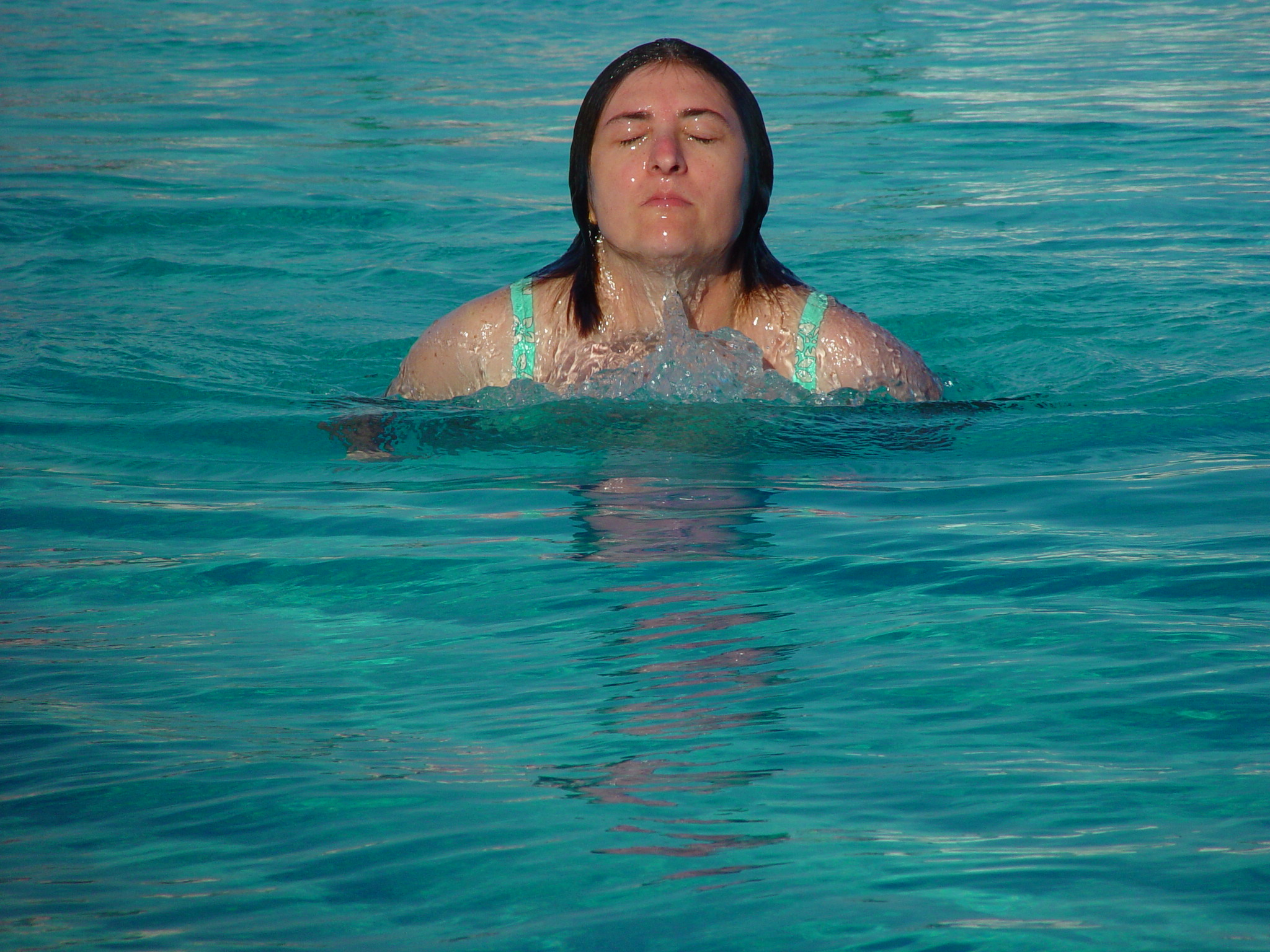
Estilo Bruços

Competição realizada por homens e mulheres separada e individualmente. Existem 5 estilos na natação: Mariposa/Borboleta, Costas, Bruços , Nado de Peito e Crawl. As provas a partir da distância a ser percorrida por um nadador são: 50m, 100m, 200m, 400m, 800m e 1500m. Existem também as provas de estafetas/revezamento, como 4x100m e 4x200m no estilo livre

### Másteres
Masters é uma modalidade de natação  para nadadores que tenham abandonado a alta competição mas que queiram continuar a praticar a modalidade, sendo em tudo igual à natação pura excepto nas categorias.

### Natação sincronizada

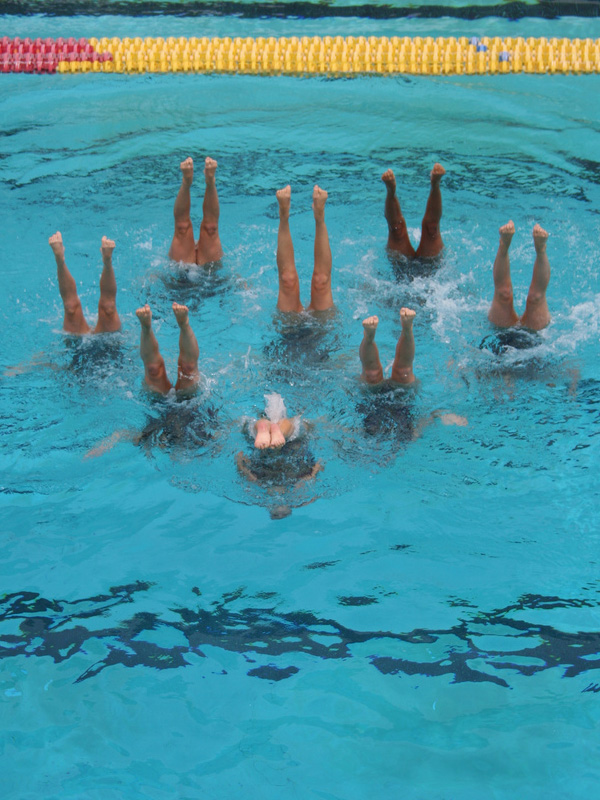
Natação sincronizada

Desporto praticado exclusivamente por mulheres em grupo ou em duplas. Inclui conceitos da natação, ginástica e dança. Exige habilidades de primeira ordem na água ao exigir força, resistência, flexibilidade, arte e o sincronismo preciso, sem mencionar o controle da respiração quando a nadadora estiver de cabeça para baixo na água.

### Polo aquático
Jogo coletivo com princípios básicos e regras semelhantes às do Handebol. São sete jogadores em cada equipe (no total 14), o famoso "seis na linha e um no gol", pois são seis suplentes e um guarda-redes (goleiro). Praticado por homens e mulheres.

### Saltos ornamentais

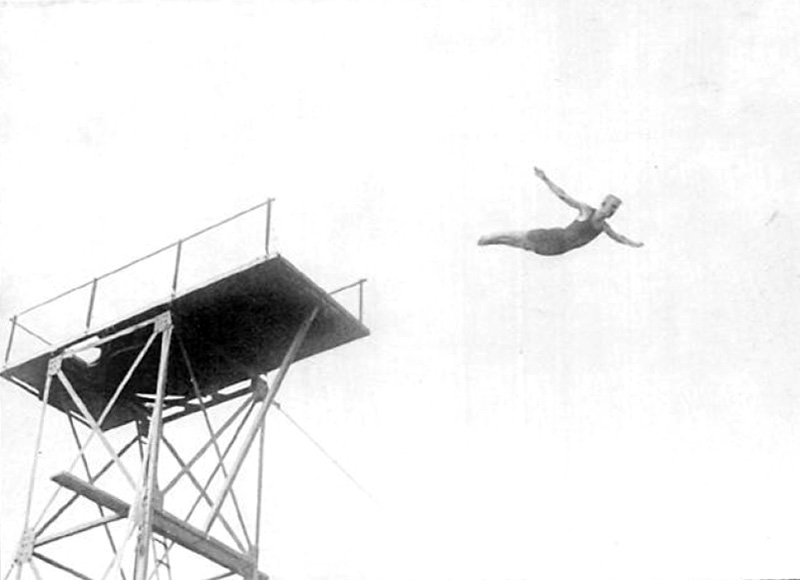
Salto

Praticados tanto por mulheres, como por homens. Os competidores sobem numa plataforma e pulam para a piscina com o objetivo de executar o salto o mais perfeitamente possível. Para isso é exigida uma avaliação cuidadosa e muita atenção à qualquer movimento. Qualquer falha pode diminuir bastante a perfeição do salto, e não pode ser desconsiderada. Depois de apresentadas as notas, a mais alta e a mais baixa são eliminadas. O restante é somado e multiplicado pelo grau de dificuldade do salto. Exemplo: Um saltador recebe as seguintes notas: 8 ; 6 ; 6 ; 9 ; 7 = 9 e 6 são desconsiderados. A soma do restante totaliza 15. Então, imaginemos que o salto tenha o grau de dificuldade 2,0. Assim, teremos 15 x 3,0 = 45,0 que é igual à nota do salto do atleta. Seu principal aparelho é o trampolim, onde seus praticantes realizam seus treinamentos, que requer do saltador a destreza para utilizá-lo. Durante as competições, em virtude da complexidade de avaliação, vários árbitros são convidados a participar do julgamento, calcado em cinco etapas. Em matéria de movimentos, os saltadores contam com um vasto número de realizações, todos dentro das quatro posições básicas, além das entradas, feitas de frente, de costas, ou em giro, de ponta cabeça ou de pé. Como esporte misto, conta com três provas. Seus praticantes, chamados de saltadores ornamentais, precisam ter habilidades como força e flexibilidade, além de desenvolverem características como audácia, coragem, perseverança, autoconfiança e concentração.

### Águas abertas
Águas abertas, é todo o tipo de natação praticada em lagos, rios ou mar aberto. Normalmente, toma a forma de travessias ou provas de mar.
À modalidade mais conhecida de águas abertas é a Maratona Aquática que como o próprio nome diz, é uma maratona na água, geralmente no mar, onde os competidores nadam geralmente de 5 a 10 km.

## Esqui aquático
Para praticar o Esqui Aquático são necessárias no mínimo duas pessoas. Uma conduz a lancha enquanto a outra é puxada por uma corda, cujo tamanho-padrão é de 18,25 metros. A pessoa precisa manter o corpo em equilíbrio na água a uma velocidade de 80 km/h. Pode ser praticado por homens e por mulheres. Embora alguns países reconheçam as provas de sola, o esqui de velocidade e o free style (acrobacias de rampa) em competição, há apenas três categorias aceitas em todo o mundo: Slalom, Rampa e Esqui de Truque.

## Mergulho aquático
O mergulho aquático é uma prática muito antiga que consiste na exploração submarina utilizando-se o recurso ou não de equipamentos especiais.